# 科尔贡 (莱列克区)
科尔贡是吉尔吉斯斯坦巴特肯州莱列克区下辖的一个村。根据2009年吉尔吉斯共和国人口普查，该村人口为1,778人。

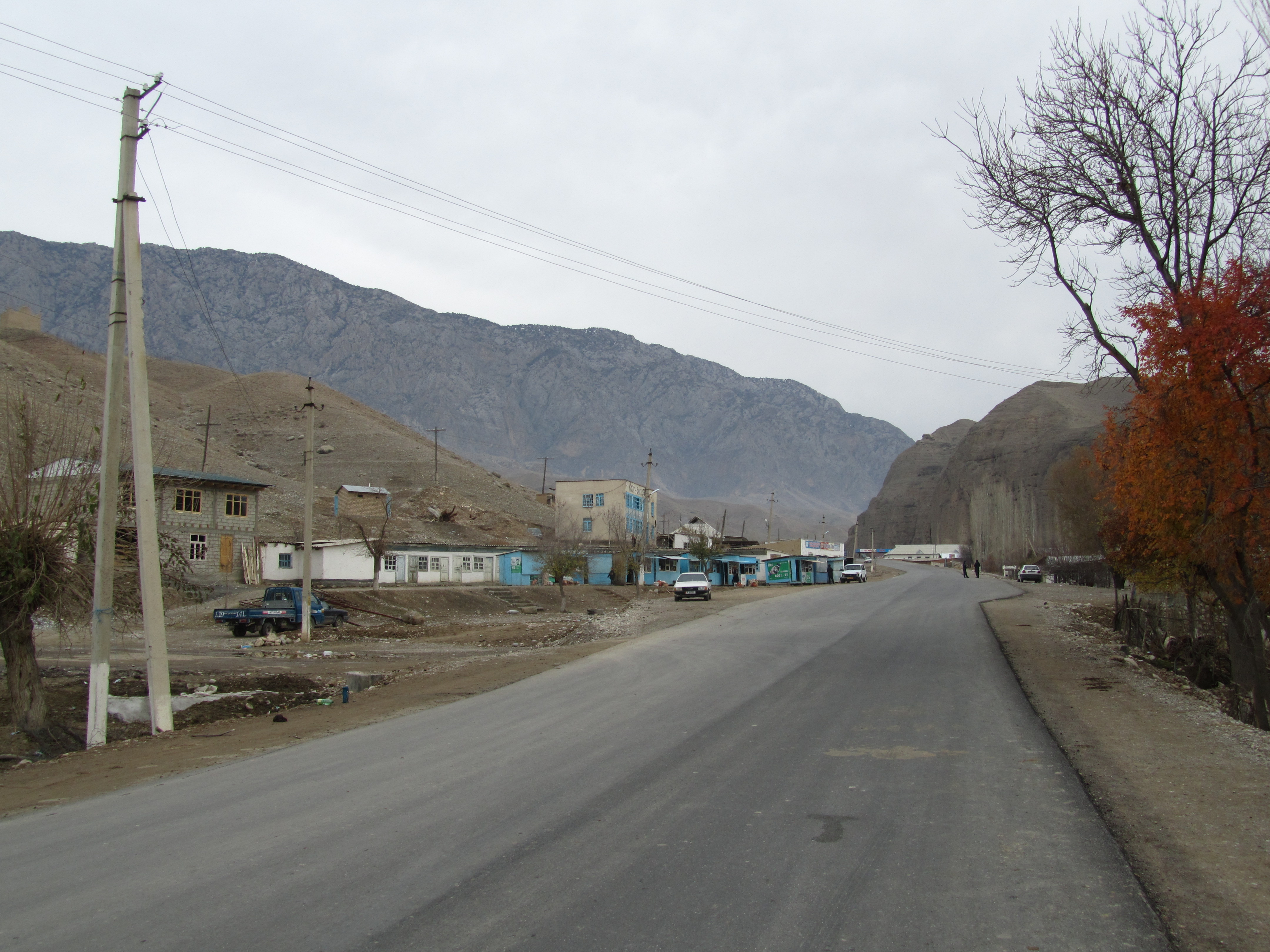